# ایرانیان کویت
ایرانیان کویت (عربی: العَیَمْ) شهروندان کویتی با اصالت ایرانی هستند که طی چند صد سال گذشته به کویت مهاجرت کرده‌اند. از نظر تاریخی، بنادر ایرانی بیشترِ نیازهای اقتصادی کویت را تأمین می‌کردند. مارفی بهبهانی از نخستین بازرگانانی بود که در قرن ۱۸ میلادی در کویت اقامت گزید.

## ترکیب قومی ایرانی‌تباران
اکثر شهروندان کویت با پیشینه شیعه از اصل و نسب ایرانی هستند. اما نه لزوماً، زیرا بحرانیان عرب هستند در حالی که پیشینه شیعه دارند. مردمان ایرانی‌تبار در کویت از اقوام مختلفی تشکیل شده‌اند، از جمله:
- کویتی‌های با ریشه بلوچی:[۱۵] بلوچ‌های کویت در قرن ۱۹ به کویت مهاجرت کردند[۱۶] و جزء جامعه اهل سنت کویت هستند. آنها عمدتاً نام خانوادگی رایج البلوشی[۱۷](معرب بلوچی) استفاده می‌کنند.
- کویتی‌های با ریشه اَچُمی: اَچُمی و جنوبی‌ها نیز پیشینه اهل سنت دارند.[۱۸][۱۹][۲۰]اما برخی آز آنها نیز پیرو شیعه هستند و به نام «تراکمه» معروف هستند. برجسته‌ترین خانواده‌های سنی «الکندری» و «العوضی» هستند، اغلب آنها با هم آمیخته می‌شوند.[۱۸][۱۹][۲۰]
- مردم آذری/آذربایجانی
- مردم کورد/کردها
- مردم لر و بوشهری‌ها (مانند خانواده بوشهری) در کویت نیز حضور دارند.

گروهای دیگر:
- عرب‌های ایرانی
- عجم‌های کویتی با اصالت سید از نوع موسوی یافت می‌شود.[۲۱]

## زبان
از لحاظ تاریخی، عجم‌های کویت به زبان فارسی کویتی صحبت می‌کردند.
زیر گویش‌های پارسی میانه مانند زبان اچمی از گویش‌های، خنجی، بستکی، اوزی، و لاری و گراشی و فارسی شولی بر عربی کویتی تأثیر گذاشته‌اند.
این احتمال وجود دارد که به دلیل حضور مردم بلوچ در کویت، بسیار شبیه بحرین، زبان بلوچی نیز در مقطعی صحبت می‌شده یا بوده است.
در گویش عربی خلیجی کویتی، به این شهروندان عَیَم می‌گویند که تغییر کردهٔ واژه عجم در زبان عربی است که برای غیرعرب‌زبانان، به ویژه ایرانیان به کار می‌رفته است. در گویش کویتی، عمدتاً، حرف جیم بهٔ تبدیل می‌شود. مانند تبدیل مسجد به مَسْیِد.

## تاریخچه
اکثر ایرانیان (از سنی و شیعه) در منطقه تاریخی شرق در شهر قدیمی کویت ساکن بودند و در نتیجه یک منطقه زبانی را تشکیل دادند که این زبان را برای نسل‌ها تا زمان کشف نفت حفظ کرد. آنها به زبان فارسی بین یکدیگر ارتباط برقرار می‌کردند و تا زمانی که شهر کویت صنعتی شد و مردم ساکن در نواحی شهر کویت را به حومه شهر پراکنده کرد، غالباً با عرب زبانان ساکن در سایر نواحی شهر کویت درآمیختند. محصوره زبانی دیگر وجود نداشت، بنابراین عجم مجبور شد عربی کویتی را یاد بگیرد تا در محیط جدید زنده بماند.

### پیش از نفت
در دوران پیش از نفت، ایرانیان چیزهای جدیدی را به کویت وارد کردند. به عنوان مثال، اولین هتل در کویت در سالهای بعد از دوران پیش از نفت توسط یوسف بهبهانی ساخته شد. اولین تلفن در کویت توسط اِم. معرفی آورده شد. اولین آژانس رادیویی در کویت توسط ام. معرفی در سال ۱۹۳۵ تأسیس شد. و اولین یخچال در کویت توسط ام. معروفی در سال ۱۹۳۴ وارد شد. مراد بهبهانی اولین کسی بود که تلویزیون را به‌طور رسمی به کویت معرفی کرد. او بنیانگذار تلویزیون کویت (KTV) قبل از ملی شدن این شرکت توسط دولت بود.

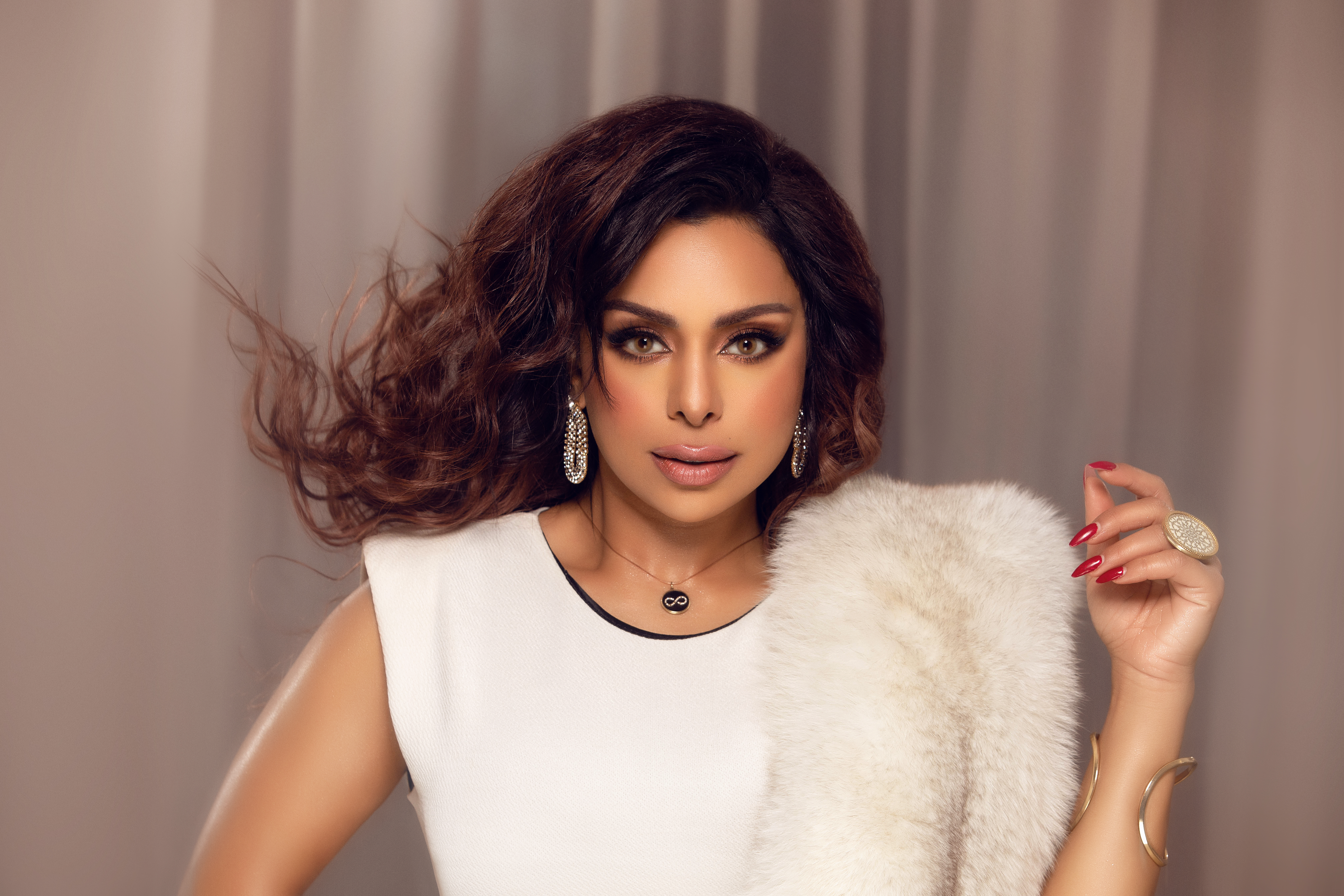
هند البلوشی ، بازیگر کویتی.

### جزیره فیلکه (فیلِچه)
اکثریت کویتی‌های جزیره فلیکه از نژاد ایرانی هستند. آنها در اصل از سواحل ایران، عمدتاً جزیره خارگ و بندرلنگه به فیلکه مهاجرت کردند. این افراد معمولاً در ایالت‌های شورای همکاری خلیج فارس به عنوان هوله شناخته می‌شوند. آنها عمدتاً مسلمان سنی هستند و عربی را روان صحبت می‌کنند، اگرچه قبل از کشف نفت، فارسی را نیز روان صحبت می‌کردند. مهم‌ترین سکونتگاه هوله‌ها در جزیره فیلکه مربوط به ۴۰ خانواده است که در سال‌های ۱۸۴۱–۱۸۴۲ میلادی است که از جزیره ایرانی خارگ به فیلاکا مهاجرت کردند. بیش تر مهاجرت هواله‌ها در اوایل دهه ۱۹۳۰ پس از وضع قانون کشف حجاب توسط رضاشاه رخ داد.
پیروان فرقه شیعه در زمان‌های مختلف در فیلکه ساکن شدند. آنها در اصل از منطقه قطیف و احصاء در شبه جزیره عربستان آمده بودند. این دسته به‌طور محلی ایل بحارنه نامیده می‌شود، تا نشان دهنده وابستگی شیعی و عرب بودن آنها باشد، اگرچه شیعیانی که اصالتاً فارسی هستند کمتر به این نام خوانده می‌شوند.
دسته سوم مردم شیعه فارس هستند. این دسته با جامعه محلی ادغام شده است، اگرچه آنها نماینده یک گروه اقلیت بودند. آن‌ها حسینیه‌های خود را دارند، نسل قدیمی‌تر برخلاف شیعیان فارسی کویتی می‌توانند اغلب به عربی صحبت کنند.

### پاک کردن هویت

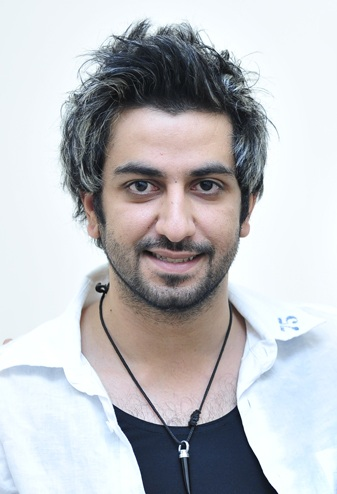
بازیگر کویتی محمود بوشهری

نگرش ضدحفظ دولت کویت نسبت به زبان فارسی کویت در نهایت منجر به از بین رفتن این زبان در جامعه کویت می‌شود، همان‌طور که عبدالمحسن دشتی طرح می‌کند. دولت کویت تلاش می‌کند تا حد امکان استفاده از زبان را در حوزه‌های مختلف مشروعیت بخشد.
در سال ۲۰۰۸، ولید الرجیب نویسنده کویتی مورد انتقاد قرار گرفت برای انتشار رمانی در دهه ۱۹۶۰ که شامل زبان فارسی جامعه است وفرهنگ، الرجیب این واکنش را گواهی بر «نفرت کور از همه کسانی که با ما متفاوت هستند» می‌داند.مجموعه تلویزیونی کویتی «کریمو» (به عربی: مسلسل كريمو) تلاش کرد تا به بحران هویت کویتی‌های ایرانی‌تبار بپردازد. در این برنامه بازیگران کویتی به زبان فارسی روان صحبت می‌کردند؛ که منجر به برخی گفتمان‌های نژادپرستانه علیه جامعه عجم شد. شبکه تلویزیونی الرای این برنامه را به زبان‌های فارسی و عربی تبلیغ کرد.
در سال ۲۰۰۹، تخمین زده شد که ۸۹ درصد از کویتی‌های عجم در سنین ۴۰ تا ۷۰ سال به زبان فارسی به‌عنوان زبان مادری خود صحبت می‌کنند. در حالی که تنها ۲۸ درصد کویتی‌های عجم ۱۲ تا ۲۲ ساله فارسی صحبت می‌کردند. به حاشیه راندن فرهنگی، سیاسی و اقتصادی انگیزه ای قوی برای عجم کویتی ایجاد می‌کند تا زبان خود را به نفع زبان عربی که به‌طور گسترده به عنوان زبان معتبرتر تلقی می‌شود کنار بگذارند. این به این دلیل اتفاق می‌افتد که خانواده‌های کویتی عجم می‌خواهند به موقعیت اجتماعی بالاتری دست یابند، شانس بیشتری برای استخدام و/یا پذیرش در یک شبکه اجتماعی خاص داشته باشند، بنابراین ویژگی‌های فرهنگی و زبانی گروه‌های غالب اجتماعی با عدم تعادل قدرت کافی برای ادغام فرهنگی آنها را اتخاذ می‌کنند. از طریق ابزارهای مختلف اجبار درون گروهی و برون گروهی. طبق گزارش‌ها، نسل کویتی‌های عجم که بین سال‌های ۱۹۸۳ و ۱۹۹۳ متولد شده‌اند، برخلاف نسل‌های قدیمی کویتی عجم، حداقل مهارت را در زبان خود دارند. از دهه ۱۹۸۰ و ۱۹۹۰، بسیاری از والدین عجم کویتی از عدم تمایل به انتقال زبان فارسی به فرزندان خود خبر داده‌اند، زیرا این امر مانع ادغام آنها با فرهنگ غالب می‌شود. عجم‌ها برای کنار گذاشتن روابطی که می‌تواند تعبیر به تعلق داشتن به ایران باشد، احساس فشار می‌کنند، زیرا فارسی مترادف با ایرانی است و زبان فارسی در واقع در عربی کویتی ایرانی نامیده می‌شود.در چندین مصاحبه که توسط دانشجوی دکتری بتول حسن انجام شده است، جوانان عجم به دلیل انگ و تعصب در کویت در استفاده یا یادگیری زبان فارسی تردید نشان داده‌اند.
در سال ۲۰۱۲، محمد حسن الکندری، نماینده مجلس، خواستار «اقدام قانونی محکم» علیه آگهی آموزش زبان فارسی در رومیثیه شد.
یونسکو فارسی کویتی را به عنوان زبان در خطر انقراض به رسمیت می‌شناسد. کاهش زبان فارسی کویتی بازتابی از همگونی اجباری هویت ملی کویت و به حاشیه راندن تنوع قومی، زبانی و فرهنگی در میان شهروندان کویتی است. برخلاف بحرین و دبی که شهروندان عجم هنوز به زبان خود صحبت می‌کنند (از جمله جوان‌ترین نسل‌ها).

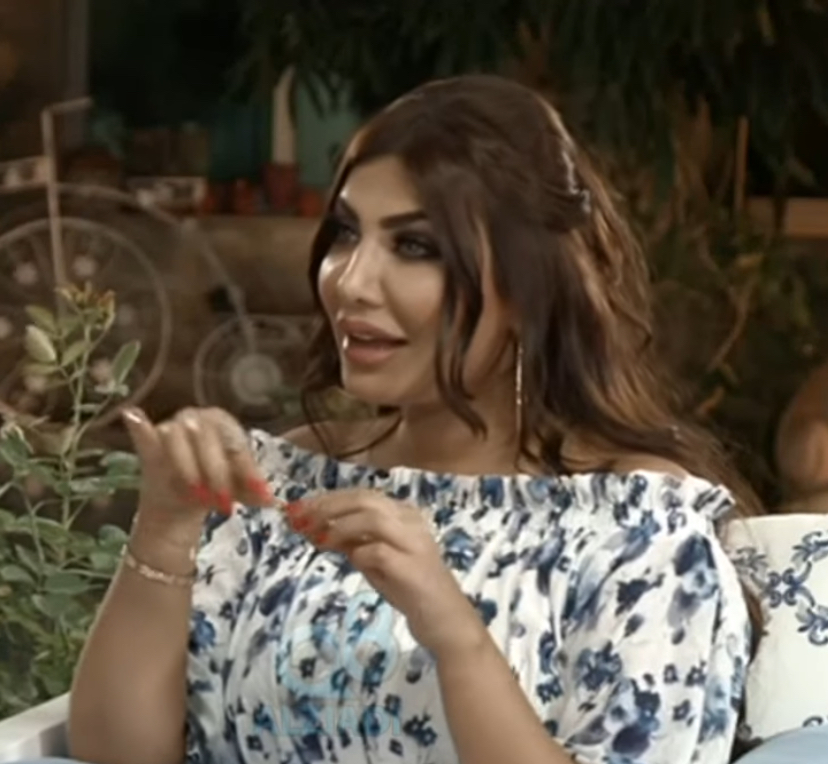
امل العوضی

در سال ۲۰۲۳ (۱۴۰۲ خورشیدی)، یعقوب بوشهری در تلویزیون ظاهر شد و ادعا کرد که او «کویتی است از پدر و پدربزرگ و ایرانی نیست» و شباهت نام خانوادگی «بوشهری» او با سایر بازیگرانی که ریشه در ایران دارند، صرفاً یک تصادف است. عبدالله بوشهری به این موضوع واکنش نشان داد و ادعا کرد که تمامی خلیجی‌هایی که نام خانوادگی بوشهری دارند، اصالتاً از استان بوشهر ایران هستند.

## در فرهنگ عامه
دیدن صحبت‌های ایرانیان کویت به فارسی در تلویزیون بسیار رایج بود. در نمایش‌های صحنه ای هم همین‌طور. و گاهی اوقات ارائه‌های کلیشه ای (شاید از مردم آچومی/لاری).

## افراد برجسته
- عبدالحسین عبدالرضا (به عربی: عبد الحسین عبد الرضا)؛ بازیگر (بوشهری)
- احمد اشکنانی (به عربی: احمد اشکنانی)، بدنساز (اچمی)
- احمد لاری (به عربی: احمد لاری)، سیاستمدار (اچمی)
- علی حسین العوضی (به عربی: علی حسین العوضی)، روزنامه‌نگار و سیاستمدار (اچمی)
- علی الزنکاوی (به عربی: علی الزنکاوی)، ورشکار المپیک
- علی اشکنانی (به عربی: علی اشکنانی)، بازیکن فوتبال (اچمی)
- عدنان زاهد عبدالصمد (به عربی: عدنان زاهد عبدالصمد)، سیاستمدار
- علی الاحقاقی (به عربی: علی الاحقاقی)، عالم دینی
- علی عبدالرضا اصیل (به عربی: علی عبدالرضا اصیل)، بازیکن فوتبال
- عبدالواحد العوضی (به عربی: عبدالواحد العوضی)، سیاستمدار (اچمی)
- امل العوضی (به عربی: امل العوضی)، بازیگر و مدل.
- عبدالله البلوشی (به عربی: عبدالله البلوشی)، بازیکن فوتبال
- عبدالعزیز البلوشی (به عربی: عبدالعزیز البلوشی)، بازیکن فوتبال (بلوچی)
- هند البلوشی (به عربی: هند البلوشي)، بازیگر کویتی.
- مرام البلوشی (به عربی: مرام البلوشي)، خواننده و بازیگر کویتی
- کاظم بهبهانی (به عربی: کاظم بهبهانی)، ایمونولوژیست و استاد بازنشسته، مسئول سازمان جهانی بهداشت
- سمیر سعید (به عربی: سمیر سعید)، بازیکن فوتبال
- بشار الشطی (به عربی: بشار الشطی)، خواننده و ترانه‌سرا از استار آکادمی
- سلیمان قبازرد (به عربی: سلیمان قبازرد)، غواص المپیک ۱۹۷۶
- اما شاه (به عربی: اما شاه)، خواننده
- یاسر الحبیب (به عربی: یاسر الحبیب)، روحانی
- ابتهال الخطیب (به عربی: ابتهال الخطیب)، آکادمیک سکولار
- محمد اشکنانی (به عربی: محمد اشکنانی)، بسکتبالیست حرفه‌ای (اچمی)
- محمد باقر المهری (به عربی: محمد باقر المهری)، آیت‌الله
- مای آل بلوشی (به عربی: مای آل بلوشی)، بازیگر (بلوچی)
- شهاب کانکونه (به عربی: شهاب کانکونه)، بازیکن فوتبال
- صالح عاشور (به عربی: صالح عاشور)، سیاستمدار
- سامی اللنقاوی (به عربی: سامی اللنقاوی)، بازیکن فوتبال
- حسن جوهر (به عربی: حسن جوهر)، سیاستمدار
- حسین الموسوی (به عربی: حسین الموسوی)، بازیکن فوتبال
- حامد صادق (به عربی: حامد صادق)، دونده
- رولا دشتی (به عربی: رولا دشتی)، سیاستمدار (دشتی)
- عباس المهری (به عربی: عباس المهری)، عالم دینی
- حلیمه بلند (به عربی: حلیمه بلند)، مجری و مجری تلویزیونی
- حمد النقی (به عربی: حمد النقی)، فعال و وبلاگ‌نویس
- ناصر ابول (به عربی: ناصر ابول)، فعال آنلاین
- جنان بوشهری (به عربی: جنان بوشهری)، سیاستمدار (لر/بوشهری)
- شمس الکویتیه (به عربی: شمس الكويتية)، نام تولد «شمس البهبهانی» (به عربی: شمس البهبهاني)، نا کنونی «شمس بندر نایف الاسلمی»، خواننده کویتی.[۵۰]
- محمد جراق (به عربی: محمد جراق)، فوتبالیست
- زید اشکنانی (به عربی: زید اشکنانی)، راننده مسابقه
- محمود بوشهری (به عربی: محمود بوشهري)، بازیگر کویتی (لر/بوشهری).
- عبدالله بوشهری (به عربی: عبدالله بوشهري)، بازیگر کویتی و برادر محمود بوشهری (لر/بوشهری).
- احمد ایراج، بازیگر.[۵۱]
- أحمد الصراف (به عربی: أحمد الصراف)، نویسنده و مقاله‌نویس
- أسیل العوضی (به عربی: أسيل العوضی)، سیاستمدار و استاد فلسفه
- أمین الحاج (به عربی: أمین الحاج)، سیاستمدار
- إبراهیم خریبط (به عربی: إبراهیم خریبط)، فعال اجتماعی
- جاسم الکظماوی (به عربی: جاسم الکظماوی)، سیاستمدار
- جاسم عباس (به عربی: جاسم عباس)، بازیگر
- حسن عبد الرسول (به عربی: حسن عبد الرسول)، بازیگر
- خالد أمین (به عربی: خالد أمین)، بازیگر
- داود معرفی (به عربی: داود معرفی)، نویسنده و محقق
- زین العابدین بن حسن بن باقر (به عربی: زین العابدین بن حسن بن باقر)، عالم دینی
- زینة کرم (به عربی: زینة کرم)، بازیگر
- سارة أکبر (به عربی: سارة أکبر)، کارآفرین
- سعود بوشهری (به عربی: سعود بوشهری)، بازیگر
- شهاب حاجیه (به عربی: شهاب حاجیه)، بازیگر
- عبد الحمید دشتی (به عربی: عبد الحمید دشتی)، سیاستمدار
- عبد الغفور محمد حاجیه (به عربی: عبد الغفور محمد حاجیه)، سیاستمدار
- عبدالله بهمن (به عربی: عبدالله بهمن)، بازیگر
- عبد المحسن جمال (به عربی: عبد المحسن جمال)، سیاستمدار
- عبد الهادی الصالح (به عربی: عبد الهادی الصالح)، سیاستمدار
- علی الإحقاقی (به عربی: علی الإحقاقی)، عالم دینی
- علی الکندری (به عربی: علی الکندری)، بازیگر
- علی سلطان (به عربی: علی سلطان)، بازیگر
- علی کاکولی (به عربی: علی کاکولي)، بازیگر
- علی محسن (ممثل) (به عربی: علی محسن)، بازیگر
- غدیر أسیری (به عربی: غدیر أسيري)، سیاستمدار
- غدیر صفر (به عربی: غدیر صفر)، بازیگر
- غرور (به عربی: غرور)، بازیگر
- فاضل صفر (به عربی: فاضل صفر)، سیاستمدار
- فاطمة القادری (به عربی: فاطمة القادري)، هنرمند و موسیقی‌دان
- لیلی أحمد (به عربی: لیلى أحمد)، مجری تلویزیون
- محمد جوهر حیات (به عربی: محمد جوهر حیات)، نویسنده
- محمود حیدر (به عربی: محمود حیدر)، تاجر
- مشاری البلام (به عربی: مشاري البلام)، بازیگر
- مشاعل الزنکاوی (به عربی: مشاعل الزنکاوي)، بازیگر
- مصطفی أشکنانی (به عربی: مصطفی أشکنانی)، بدنساز (اچمی)
- منیرة القادری (به عربی: منيرة القادري)، هنرمند و موسیقی‌دان
- موسی الصراف (به عربی: موسی الصراف)، سیاستمدار
- می البلوشی (به عربی: مي البلوشي)، بازیگر
- یاسر أبل (به عربی: یاسر أبل)، سیاستمدار

## نگارخانه

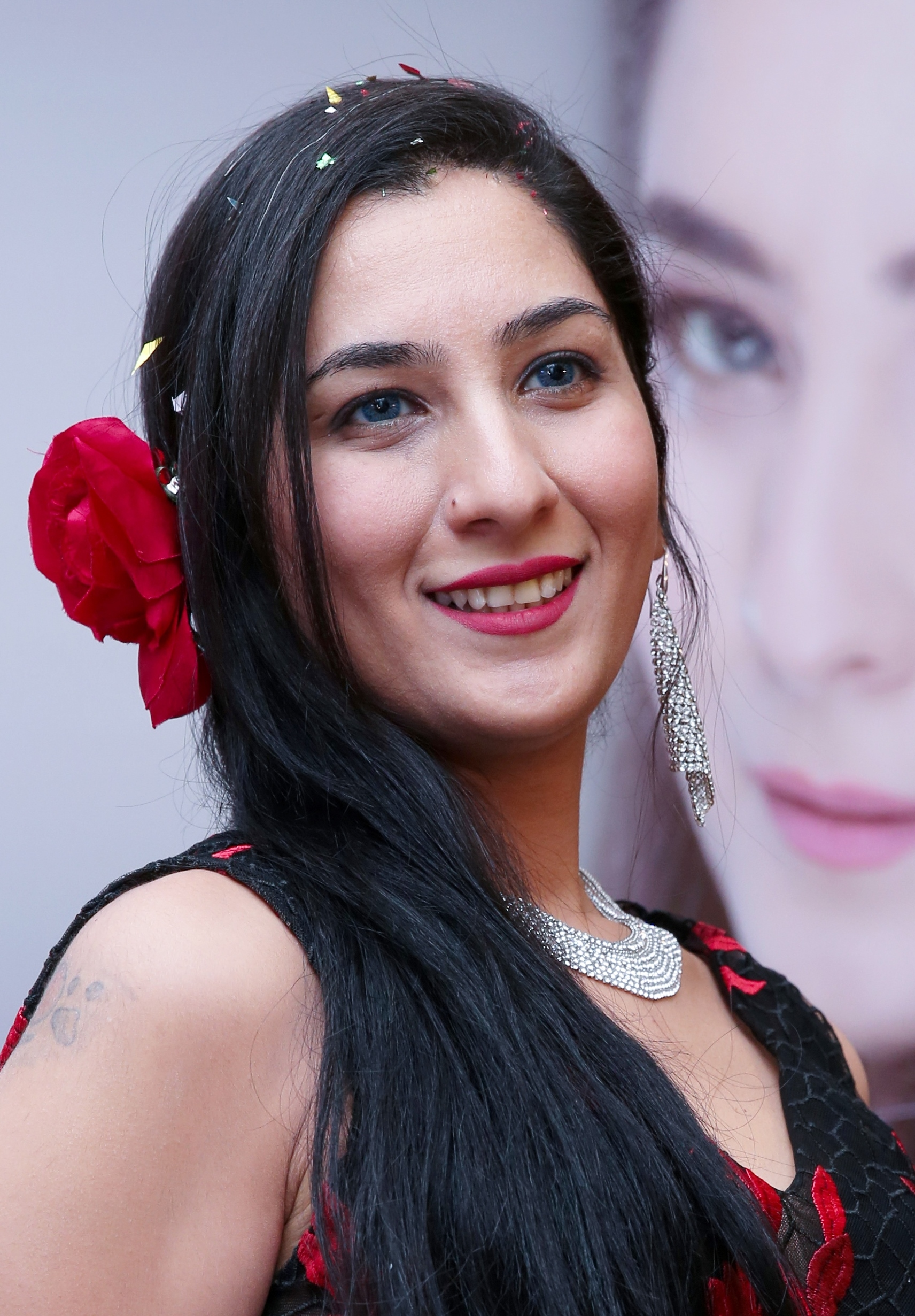
ایما شاه
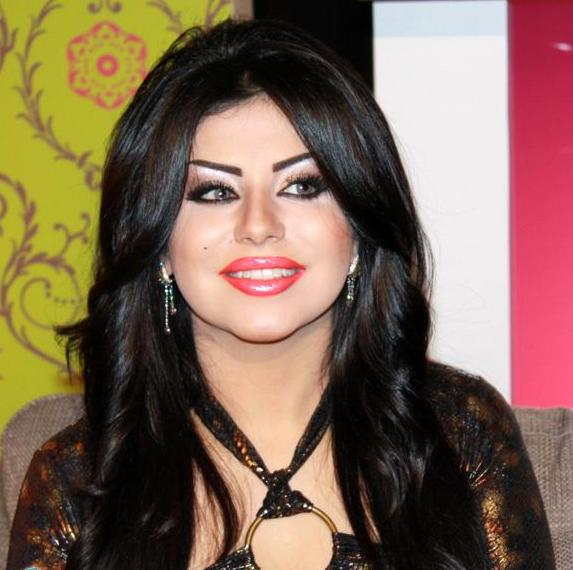
حلیمه بلند
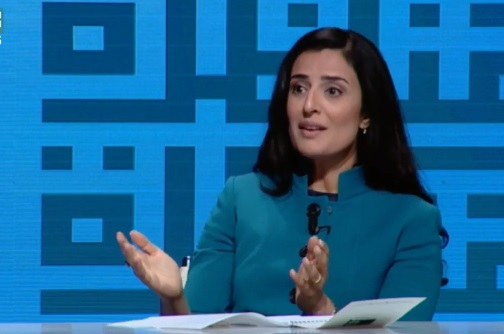
ابتهال الخطیب
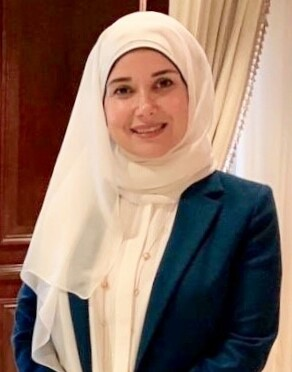
جنان بوشهری
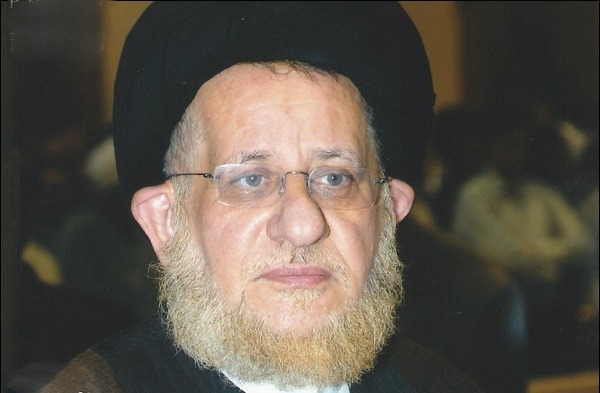
آیت الله محمد باقر المحیری
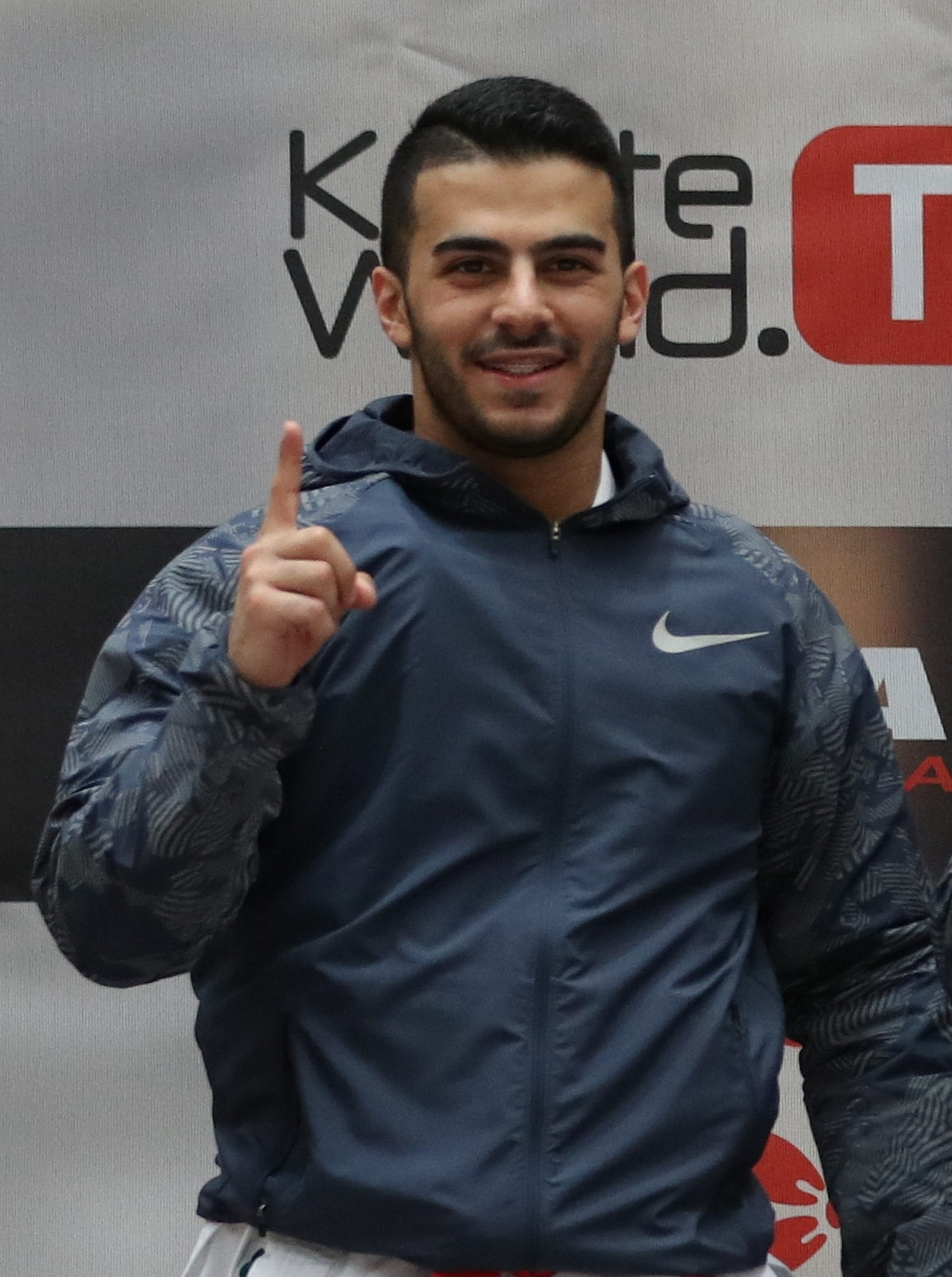
محمد الموسوی
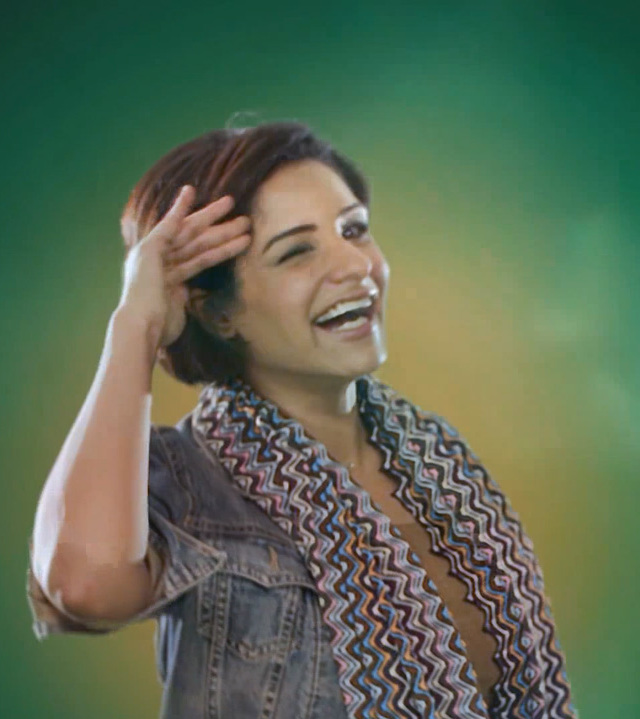
مرام البلوشی (به عربی: مرام البلوشي)
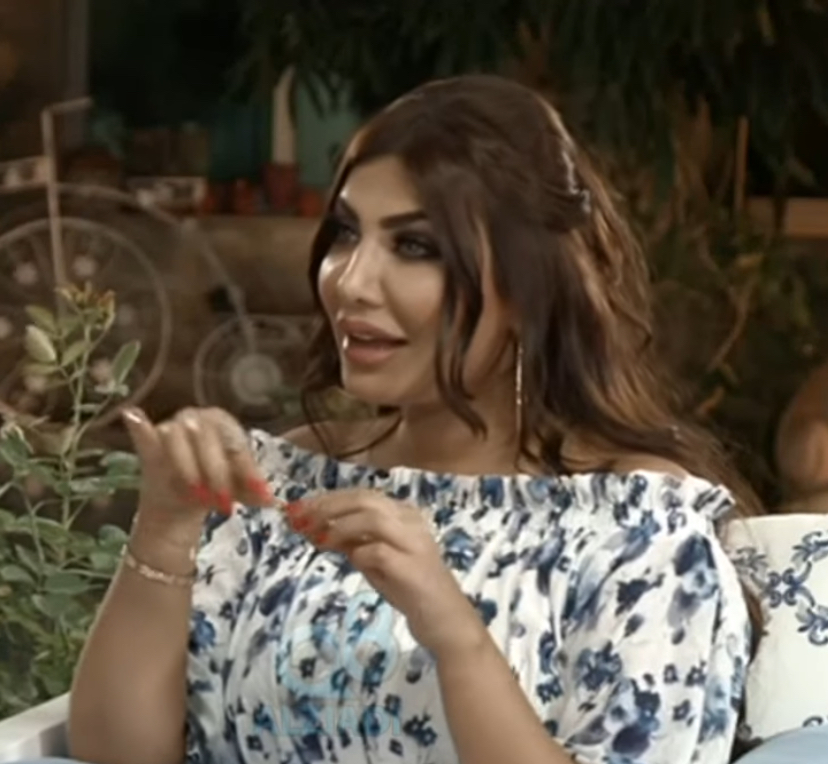
امل العوضی (به عربی: امل العوضي)
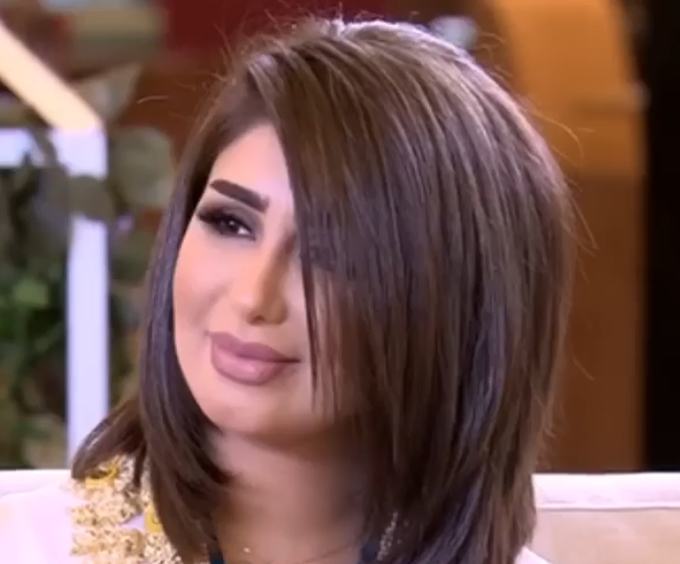
هنادی الکندری (به عربی: هنادي الكندري)
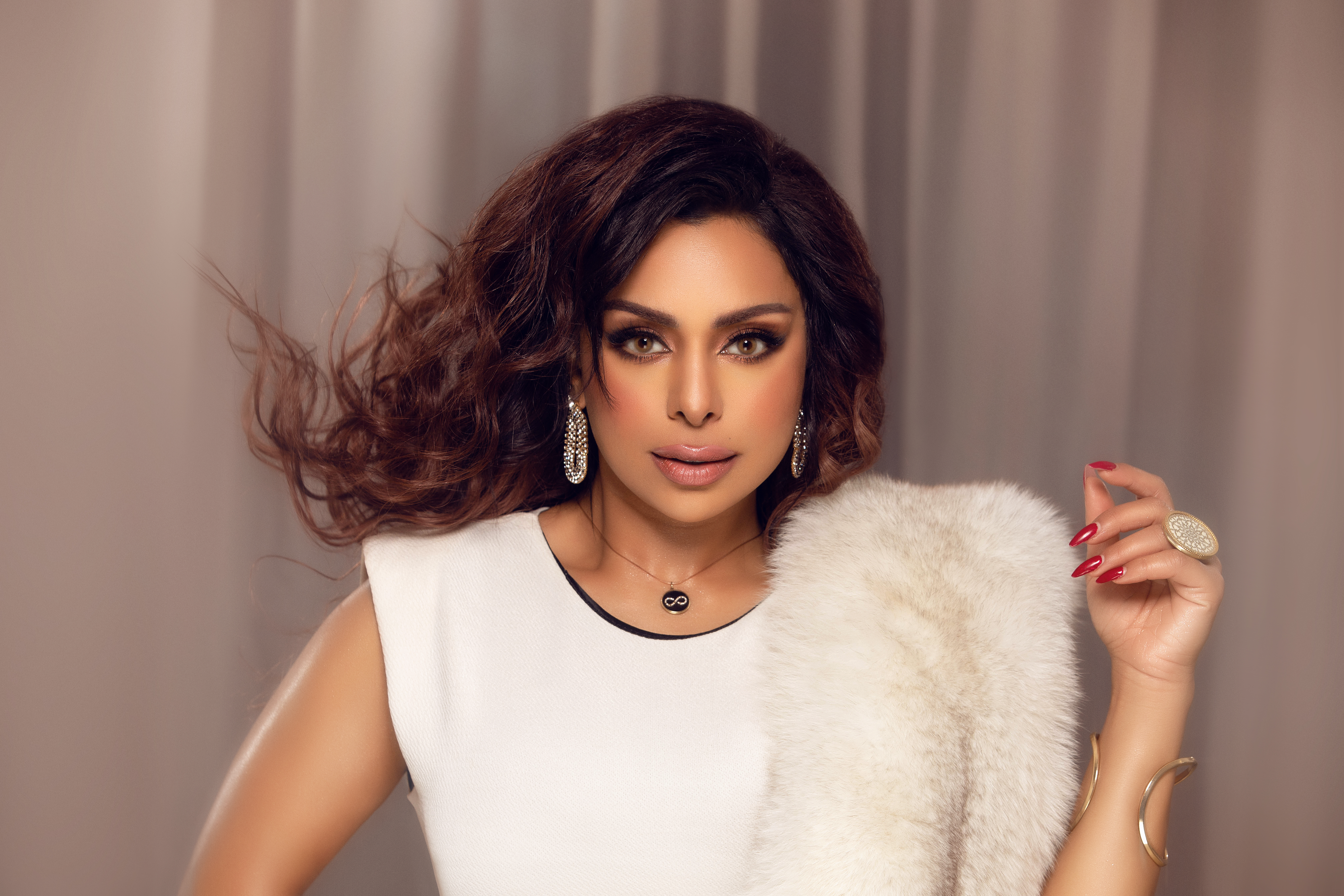
هند البلوشی (به عربی: هند البلوشي)
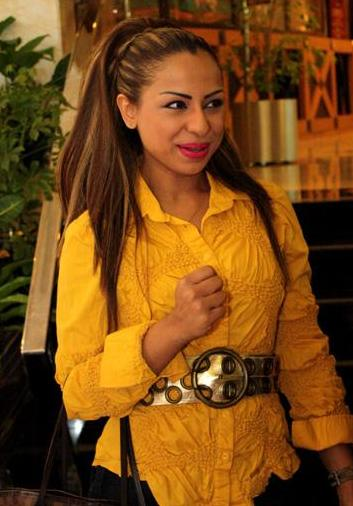
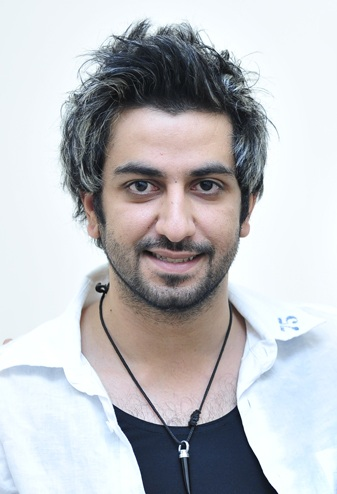
محمود بوشهری (به عربی: محمود بوشهري)
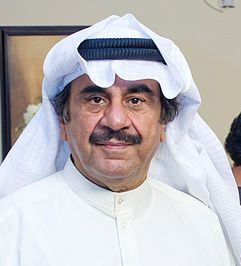
عبدالحسین عبدالرضا (به عربی: عبد الحسین عبد الرضا)
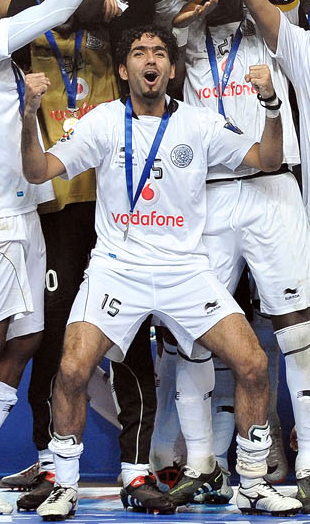
طلال البلوشی (به عربی: طلال البلوشي)
شهاب مرتضی غفوری (معروف به شهاب نمک اینستاگرام) (به عربی: شهاب ملح الإنستقرام))